# Carl Schmitt
Carl Schmitt (11. července 1888 Plettenberg – 7. dubna 1985 tamtéž) byl konzervativní německý právní a politický teoretik. Z autoritativních pozic kritizoval liberální demokracii a ovlivnil řadu levicových i pravicových politických teoretiků, zejména W. Benjamina, Giorgio Agambena, J. Derridu a Leo Strausse.

## Život
Schmitt se narodil v konzervativní katolické rodině v městečku Plettenberg v regionu Sauerland, asi 50 km jihovýchodně od Dortmundu. Jako mladík pobýval v katolickém konviktu v Attendornu, kde navštěvoval i tamní gymnázium. Po maturitě chtěl studoval filologii, ale na radu svého strýce se začal věnovat studiu práva. V letním semestru 1907 začal studovat na Humboldtově univerzitě v Berlíně, odkud ovšem kvůli atmosféře velkoměsta odchází po roce studovat na mnichovskou univerzitu.
Od zimního semestru 1908/09 přešel studovat na univerzitu do tehdy německého Štrasburku, kde roku 1915 promoval trestněprávní prací O vině a druzích viny (Über Schuld und Schuldarten) pod vedením Fritze van Calkera. V únoru 1915 narukoval jako dobrovolník do bavorské pěchoty, nicméně na frontu neodešel, neboť byl přiřazen na velitelství 1. bavorského armádního sboru. Téhož roku se i oženil s Pawlou Dorotić, manželství bylo anulováno roku 1925.
Přednášel právo v Mnichově, v Greifswaldu, v Bonnu a od roku 1933 v Berlíně. V době Výmarské republiky se stavěl proti vládnoucím stranám i politickému systému, ale vystupoval též výrazně proti nacistům a komunistům. V roce 1933 vstoupil do NSDAP a angažoval se jako nacistický politický teoretik. Zdůvodňoval Hitlerovo převzetí moci a další nezákonné kroky jako „výkon diktátorské autority“, současně však kritizoval rasismus. Už roku 1936 byl v nacistickém tisku (v novinách SS Das Schwarze Korps) kritizován pro neslučitelnost svých autoritativních názorů s nacistickou ideologií a též pro svůj oportunismus. V důsledku toho přišel o větší část svých politických funkcí, až do roku 1945 však zůstal státním radou a profesorem v Berlíně. Po válce byl zatčen a odešel do ústraní ve svém rodném městečku, kde ho však navštěvovali významní političtí myslitelé pravicového i levicového zaměření. Po většinu života zdůrazňoval svou vázanost na katolický světový názor i na katolickou náboženskou praxi.

## Myšlení
Schmitt navazoval na politické myšlení T. Hobbese a Niccolò Machiavelliho. Roku 1921 na sebe upozornil spisem "O diktatuře" (Die Diktatur), který reagoval na rozhárané politické poměry a slabost tehdejší německé vlády. Výkon suverenity zahrnuje podle Schmitta i právo zavést diktaturu, buď jako výjimečný stav na dočasnou ochranu ústavy, nebo i pro zavedení jiné ústavy. V této linii pokračoval dalším spisem „Politická teologie“ (Politische Theologie, 1922), kde tvrdil, že politika je sekularizovaná teologie a opět hájil právo suveréna zavést výjimečný stav. Jeho nejznámějším spisem je Pojem politična (Der Begriff des Politischen, 1932), kde chápe oblast politiky jako oblast moci, nesmiřitelných konfliktů a boje proti nepříteli: politika dělí společnosti na přátele a nepřátele. V Teorii partyzána (1963) rozebíral případy, kdy státy podporují nepravidelné bojůvky proti vnějšímu nepříteli.
Schmittovy autoritativní názory a kritika slabosti liberálních institucí, které podle něho pěstují iluze o možnosti vyjednávání a dohody, přitahovala už před válkou pozornost levicových i pravicových kritiků demokracie. Od 70. let 20. století se o Schmitta opírají i američtí konzervativní teoretikové, zejména Leo Strauss, v Evropě György Lukács, Frankfurtská škola, Jacques Derrida a Giorgio Agamben. Také vlivný časopis americké Nové levice Telos se věnoval a věnuje jeho dílu.